# アブホーセン 聖賢の絆
『アブホーセン 聖賢の絆』(あぶほーせん せいけんのきずな、原題:Abhorsen) は、2003年に発表された、ガース・ニクス著のダークファンタジー小説『古王国記』シリーズの第3巻。

## ストーリー
アンセルスティエールで南方難民の古王国への流入を防ぐため交渉していた、タッチストーンとサブリエルが暗殺される。一方、ライラエルとサムは、古代の強大な力によって操られているニコラスを救出するため、紅の湖に向かう。二人は、力の正体と目的を知る。そして、世界の終焉を止めるため力の復活を阻止しようとする・・・。

## 登場人物
ライラエル
主人公。次期アブホーセン。クレア族の娘。
不評の犬
ライラエルが作り出した犬の精霊だが、製作過程でフリーマジックが紛れ込んだ。
サメス
古王国の王子。サブリエルの息子。
ニコラス・セイアー
アンセルスティエール人。サメスの友人。
モゲット
正体不明の古代からのフリーマジックの化け物。しかし、普段は首輪のランナによって拘束され猫の姿をしている。
オラニス
殲滅者。ヘッジを手先に使い、復活を企んでいる。
ヘッジ
古代の強大な力の手先となっているネクロマンサー。
エミリア
古王国の王女。サメスの姉。
サブリエル
第53代アブホーセン。タッチストーンと結婚した。
タッチストーン
古王国の王。